# Hydropulseur

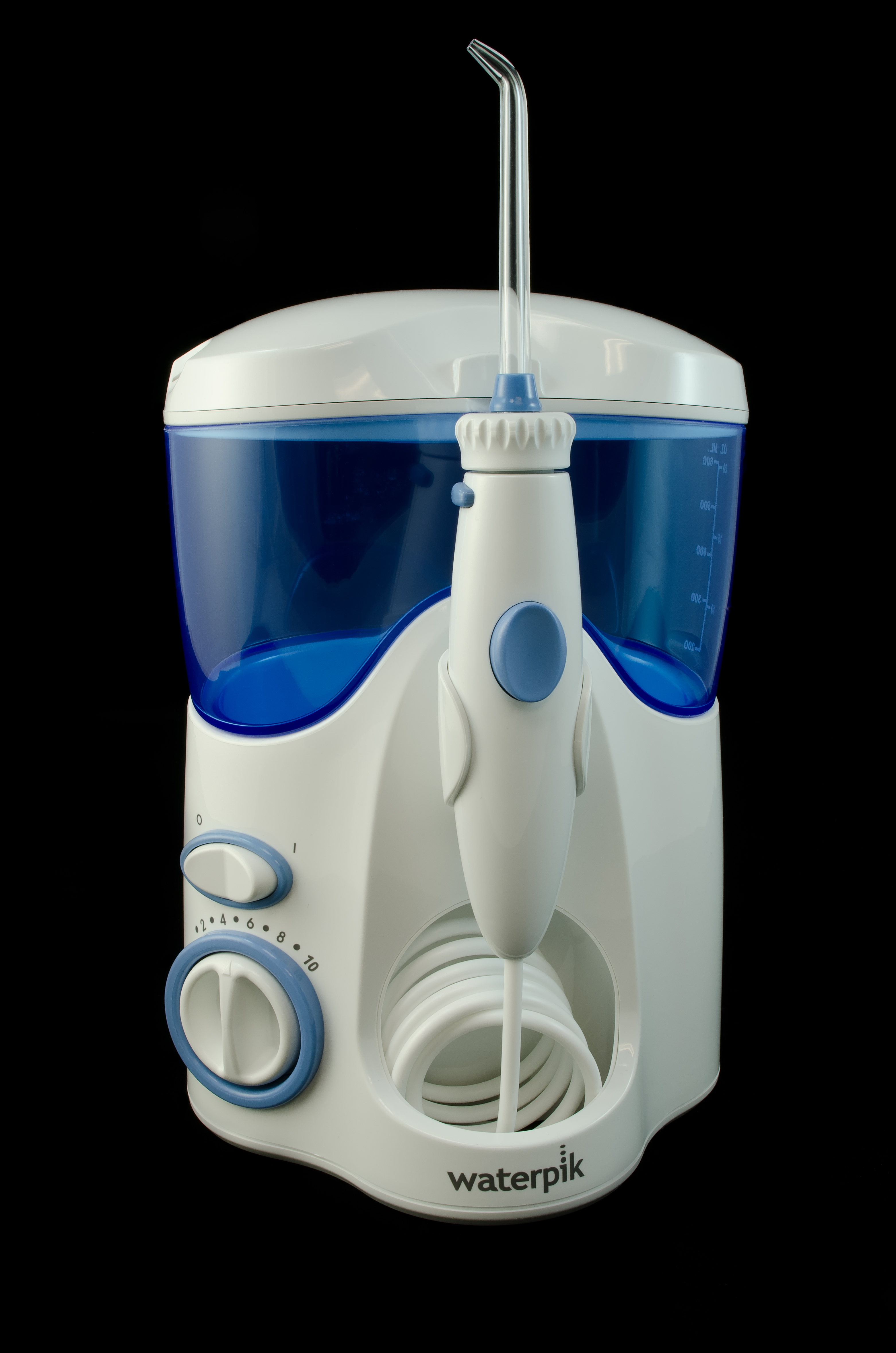
Un irrigateur oral.

Un hydropulseur (appelé aussi irrigateur oral) est un dispositif de soins à domicile, qui utilise un jet d'eau pulsé pour éliminer la plaque dentaire et les débris alimentaires entre les dents et sous la gencive et d'améliorer la santé gingivale.
L'utilisation régulière d'un irrigateur buccal est censée améliorer la santé gingivale. Ces appareils peuvent également faciliter le nettoyage des appareils orthodontiques et des implants dentaires. Toutefois, des recherches supplémentaires sont nécessaires pour confirmer l'élimination du biofilm de la plaque et l'efficacité de l'appareil lorsqu'il est utilisé par des patients ayant des besoins particuliers en matière de santé bucco-dentaire ou de santé systémique.

## Histoire
Le premier irrigateur buccal a été mis au point dans les années 1950 par le Dr C.D. Matteson, qui a breveté son invention en 1955. L'invention du Dr Matteson était conçue pour nettoyer les dents et les gencives après les repas, au lieu d'utiliser des seringues. Elle se fixait directement sur le robinet de l'évier et comportait une valve mécanique pour contrôler la pression de l'eau.
Plus tard, en 1962, le dentiste Gerald Moyer et l'ingénieur John Mattingly, tous deux de Fort Collins, au Colorado, ont inventé le Waterpik. Le Waterpik est doté d'un réservoir intégré et d'un moteur permettant de pomper l'eau d'un embout par impulsions rythmiques. Le Waterpik est aujourd'hui commercialisé par Water Pik, Inc.

## Efficacité
Depuis ce temps, les irrigateurs buccaux ont été évalués dans plus de 50 études scientifiques. Leurs promoteurs annoncent une amélioration de la santé parodontale notamment dans le cadre de la gingivite, du diabète, du port d'appareils orthodontiques, des couronnes et des implants.
Une revue systématique de 2008 a révélé une amélioration de la santé gingivale grâce à l'irrigation par rapport à une hygiène bucco-dentaire régulière, bien qu'il n'y ait pas eu de réduction de la plaque[8]. Une méta-analyse de 2019 a révélé que l'irrigation au jet d'eau est plus efficace pour réduire les saignements au sondage que l'utilisation du fil dentaire.

## Autres usages
Les irrigateurs buccaux ont également été utilisés pour éliminer les calculs amygdaliens (« tonsillolithes ») chez les personnes qui y sont sujettes.

## Mode de fonctionnement
La plupart des irrigateurs buccaux utilisent un seul jet d'eau pour éliminer les substances indésirables entre les dents. Par rapport au fil dentaire, les irrigateurs buccaux sont également idéaux pour les dents étroites ou les zones difficiles à atteindre entre les dents.
Le marché propose également des appareils permettant de masser spécifiquement les gencives à l'aide de têtes de massage sophistiquées. En outre, la solution de bain de bouche peut être injectée dans les poches parodontales à l'aide de la buse sous-gingivale, utilisée comme un embout.

## Technique de nettoyage
Après avoir rempli le réservoir d'eau, pointez la buse près de la ligne gingivale à un angle de 90 degrés, puis mettez l'appareil en marche en réglant la valeur de pression appropriée. Il est recommandé de commencer l'irrigation par les dents du fond, en suivant lentement la ligne gingivale. Le jet d'eau doit être dirigé entre les espaces dentaires, les surfaces au-dessus de la ligne gingivale, en s'arrêtant momentanément sur la zone à nettoyer. Dans le cas de zones difficiles à atteindre, par exemple lors de l'utilisation d'un appareil dentaire, dans les poches gingivales, l'angle de la buse peut être modifié.

## Critiques
Les dentistes classent l'irrigateur buccal dans la catégorie des produits de bien-être, car il ne peut pas remplacer le brossage des dents et l'utilisation du fil dentaire. Seule une amélioration de la circulation sanguine dans les gencives est possible grâce à l'effet de massage. D'autre part, il existe un risque que des débris alimentaires pénètrent dans les poches dentaires en raison d'une utilisation inappropriée (« rinçage des poches dentaires ») et endommagent les dents et les gencives à cet endroit. En raison de ce risque, la plupart des dentistes ne recommandent pas l'utilisation d'irrigateurs buccaux. De nombreux dentistes déconseillent l'utilisation d'un irrigateur aux personnes souffrant d'une maladie des gencives ou ayant subi une extraction dentaire.
Cependant, d'autres études ont montré que les irrigateurs buccaux éliminent mieux la plaque dentaire que le fil dentaire.